# Torre Paponi
Torre Paponi è una frazione del comune di Pietrabruna, in provincia di Imperia.

## Geografia fisica
La frazione è situata nella valle del torrente San Lorenzo, 6 km a sud-est del capoluogo Pietrabruna.

## Storia
L'abitato sorse non prima del XVI secolo come “casa-torre” posta a sentinella della media e bassa vallata del San Lorenzo. La fine del dominio feudale dei Lengueglia nel 1609 e il passaggio sotto la Repubblica di Genova non ebbero effetti particolari sul borgo. Il XVII secolo fu per Torre Paponi un periodo di forte crescita economica, grazie alla produzione olearia, e demografica, cosa che fece elevare la cappella locale al rango di parrocchia nel 1611.  
Frazione del comune di Boscomare, ne seguì le sorti quando nel 1928 questo comune fu annesso a quello di Pietrabruna.
Il 14 dicembre 1944 Torre Paponi fu attaccata dai nazifascisti impegnati in un rastrellamento contro la Resistenza locale. Durante questo primo attacco furono uccisi due uomini e una donna fu ferita mortalmente. Due giorni più tardi i tedeschi e i loro alleati fascisti accerchiarono il villaggio e, dopo averlo bombardato, vi penetrarono ammazzando venticinque persone. Una volta compiuto il massacro gli assalitori saccheggiarono e bruciarono il villaggio.

## Monumenti e luoghi d'interesse
- Chiesa dei Santi Cosma e Damiano, barocca, costruita tra il 1720 ed il 1752 su progetto di Giacomo Filippo Marvaldi;
- Oratorio dell'Annunziata
- Monumento alle Vittime dell'Eccidio, realizzato nel 1984 dall'artista locale Domenico Papone
- Monumento ai Caduti

## Cultura

### Istruzione

#### Musei
- Museo d'Arte Sacra e delle Confraternite
- Museo della Giara e dell'Olio